# Gihororo (periodiskt vattendrag i Gitega)
Gihororo är ett periodiskt vattendrag i Burundi.   Det ligger i provinsen Gitega, i den centrala delen av landet, 70 kilometer öster om huvudstaden Bujumbura.
I omgivningarna runt Gihororo växer huvudsakligen savannskog. Runt Gihororo är det tätbefolkat, med 276 invånare per kvadratkilometer.